# Хилотлан-де-лос-Долорес (муниципалитет)
Хилотла́н-де-лос-Доло́рес (исп. Jilotlán de los Dolores) — муниципалитет в Мексике, в штате Халиско, с административным центром в одноимённом посёлке. Численность населения, по данным переписи 2020 года, составила 9425 человек.

## Общие сведения
Название муниципалитета составное: Jilotlán с языка науатль можно перевести как: место молодой кукурузы, а Dolores осталось от названия старой деревни, куда переселились жители разрушенной деревни Сан-Мигель-де-Хилотлан.
Площадь муниципалитета равна 1476,2 км², что составляет 1,9 % от общей площади штата, а наиболее высоко расположенное поселение Эль-Риито находится на высоте 1520 метров.
Хилотлан-де-лос-Долорес граничит с другими муниципалитетами штата Халиско: на севере с Тамасула-де-Гордьяно и Санта-Мария-дель-Оро, на западе с Текалитланом, а на востоке и юге граничит с другим штатом Мексики — Мичоаканом.

## Учреждение и состав
Муниципалитет был образован в 1849 году, по данным 2020 года в его состав входит 155 населённых пунктов, самые крупные из которых:
| Код INEGI                  | Населённый пункт                                                                                                 | Численность населения (2005 год) | Численность населения (2010 год) | Численность населения (2020 год) |
| -------------------------- | --- | -------------------------------- | -------------------------------- | -------------------------------- |
| 049                        | Всего | 8579                             | 9545                             | 9425                             |
| 0001                       | Хилотлан-де-лос-Долорес (исп. Jilotlán de los Dolores) 19°22′17″ с. ш. 103°01′11″ з. д. (административный центр) | 1404                             | 1519                             | 1639                             |
| 0195                       | Тасумбос (исп. Tazumbos) 19°17′37″ с. ш. 102°38′38″ з. д.                                                        | 1132                             | 1201                             | 1079                             |
| 0130                       | Лос-Оливос (исп. Los Olivos) 19°12′25″ с. ш. 102°51′42″ з. д.                                                    | 737                              | 1054                             | 954                              |
| 0112                       | Вилья-Доктор-Гомес (исп. Villa Doctor Gómez (Las Lomas)) 19°25′46″ с. ш. 102°39′48″ з. д.                        | 739                              | 847                              | 706                              |
| 0274                       | Эль-Чамисаль (исп. El Chamizal) 19°14′35″ с. ш. 102°39′57″ з. д.                                                 | 8                                | 1                                | 665                              |
| 0437                       | Бенито-Хуарес (Эль-Крусеро) (исп. Benito Juárez (El Crucero)) 19°13′09″ с. ш. 102°40′35″ з. д.                   | 296                              | 443                              | 517                              |
| 0227                       | Ранчо-Нуэво (Эль-Мурсьелаго) (исп. Rancho Nuevo (El Murciélago)) 19°18′35″ с. ш. 102°42′17″ з. д.                | 443                              | 501                              | 463                              |
| —                          | Прочие | 3820                             | 3979                             | 3402                             |
| Названия на карте Генштаба | |                                  |                                  |                                  |

## Природные ресурсы
Муниципалитет располагает следующими ресурсами:
- 70 000 гектар леса, преимущественно состоящие из таких видов деревьев как дуб и сосна;

- минеральные — месторождения барита и талька.

## Экономическая деятельность
По статистическим данным 2000 года, работоспособное население занято по секторам экономики в следующих пропорциях:
- сельское хозяйство, животноводство и рыбная ловля — 67,9 %;
- промышленность и строительство — 9 %;
- торговля, сферы услуг и туризма — 20,1 %;
- безработные — 3 %.

## Инфраструктура
По статистическим данным 2020 года, инфраструктура развита следующим образом:
- электрификация: 97 %;
- водоснабжение: 58,1 %;
- водоотведение: 95 %.